# Clathrus ruber
Espèce
Clathrus ruber, le clathre rouge, aussi appelé clathre grillagé, cœur de sorcière, ou cage grillagée, est une espèce de champignons du genre Clathrus, dans la famille des Phallaceae. Il se présente sous la forme d'une lanterne grillagée aux mailles polygonales, irrégulières, allongées, rouge-corail puis orangées.
Le clathre rouge était également utilisé au Moyen Âge par les sorciers et les jeteurs de sort. Il n'est pas mortel mais immangeable et nauséabond.

## Synonymes
- Clathrus cancellatus
- Clathrus volvaceus[1]

## Noms français
- Clathre rouge
- Clathre grillagé
- Clathre grillé
- Cœur de sorcière
- Lanterne du diable

## Description

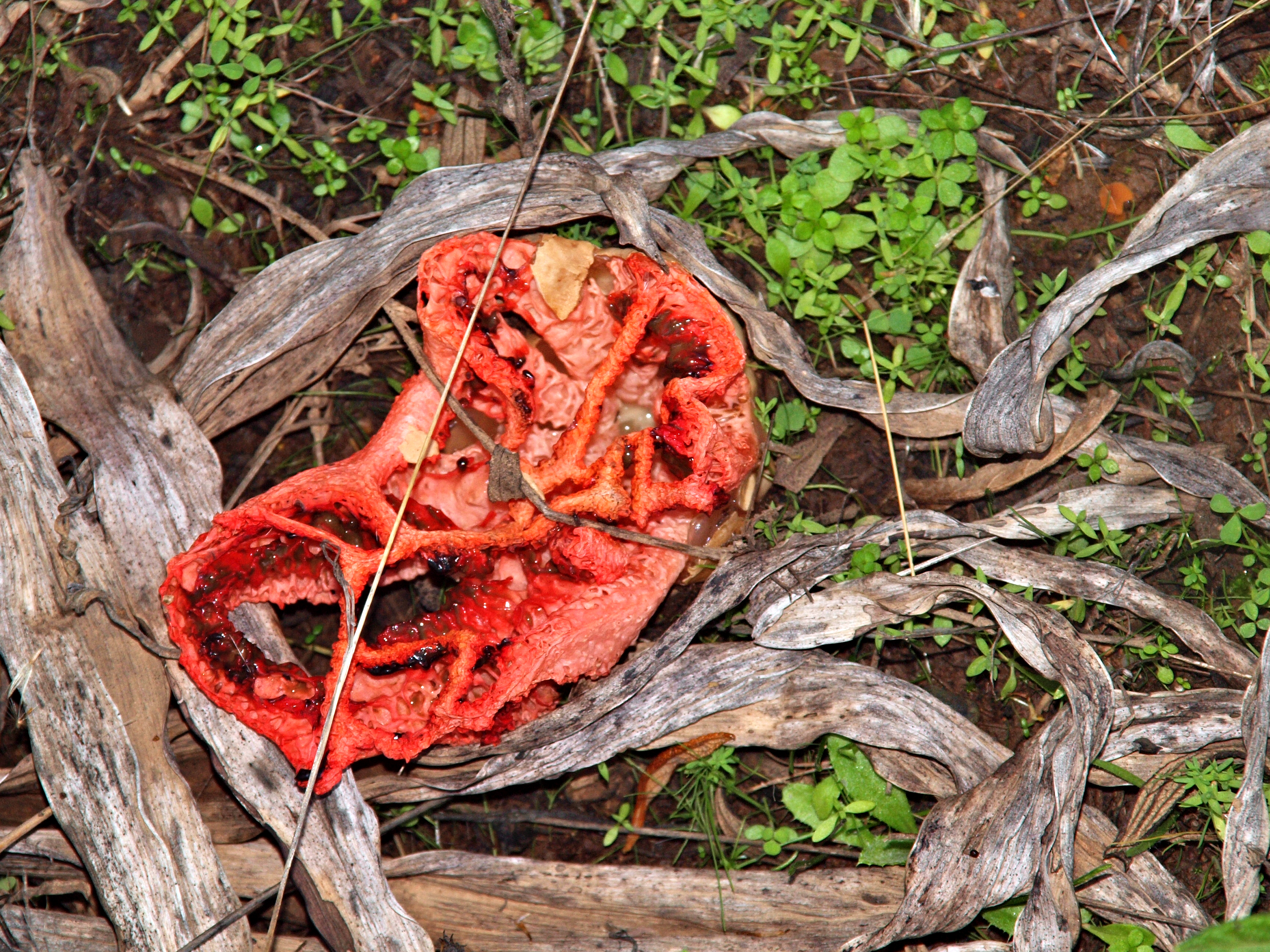
Specimen adulte

On découvre le clathre rouge le plus souvent sur sols acides, dans les endroits dégagés ou aérés. Il affectionne les champs, les terrains incultes et les bords des chemins. On le trouve du printemps à l'automne (novembre en Corse), très souvent isolé. Il est fréquent dans le sud de la France, Corse, littoral atlantique, où on le rencontre presque toute l'année plus particulièrement de juin à septembre, sur feuilles, copeaux de bois, sciure, ou sous divers feuillus.
Il apparait en surface comme un œuf, légèrement marqué de sillons. Éclos, il montre son réceptacle, une structure en cage grillagée. Ce réceptacle (ou chapeau) forme une voûte ovoïde en grillage qui lui a valu son appellation. L'intérieur est visqueux, granuleux, à odeur fétide pestilentielle perceptible à plusieurs mètres, telle celle du satyre puant.
Ses spores se dispersent par la liquéfaction du carpophore.

## Évolution

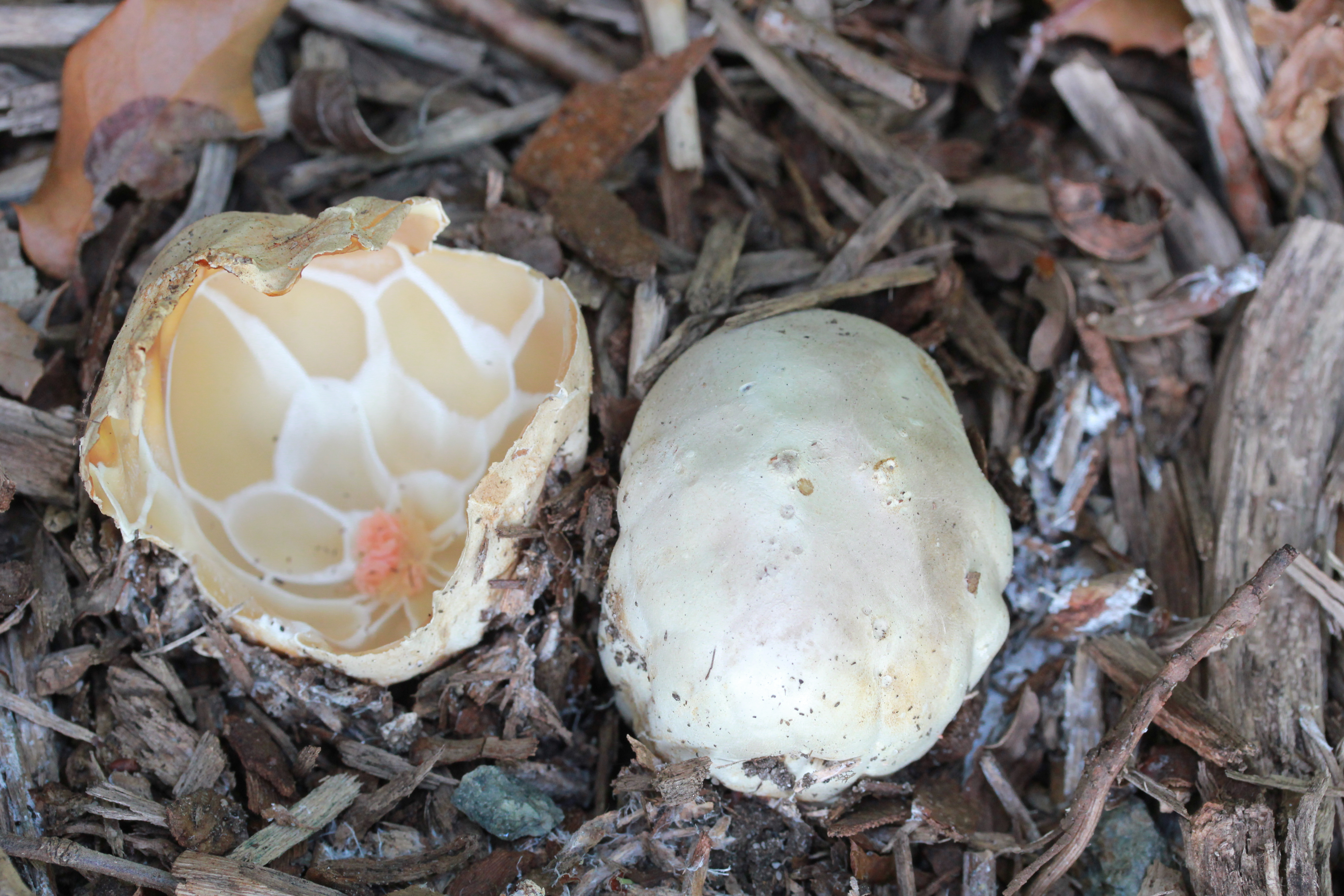
Clathre rouge œuf ouvert sans la grille (à gauche), Clathre rouge œuf entier non éclos (à droite)
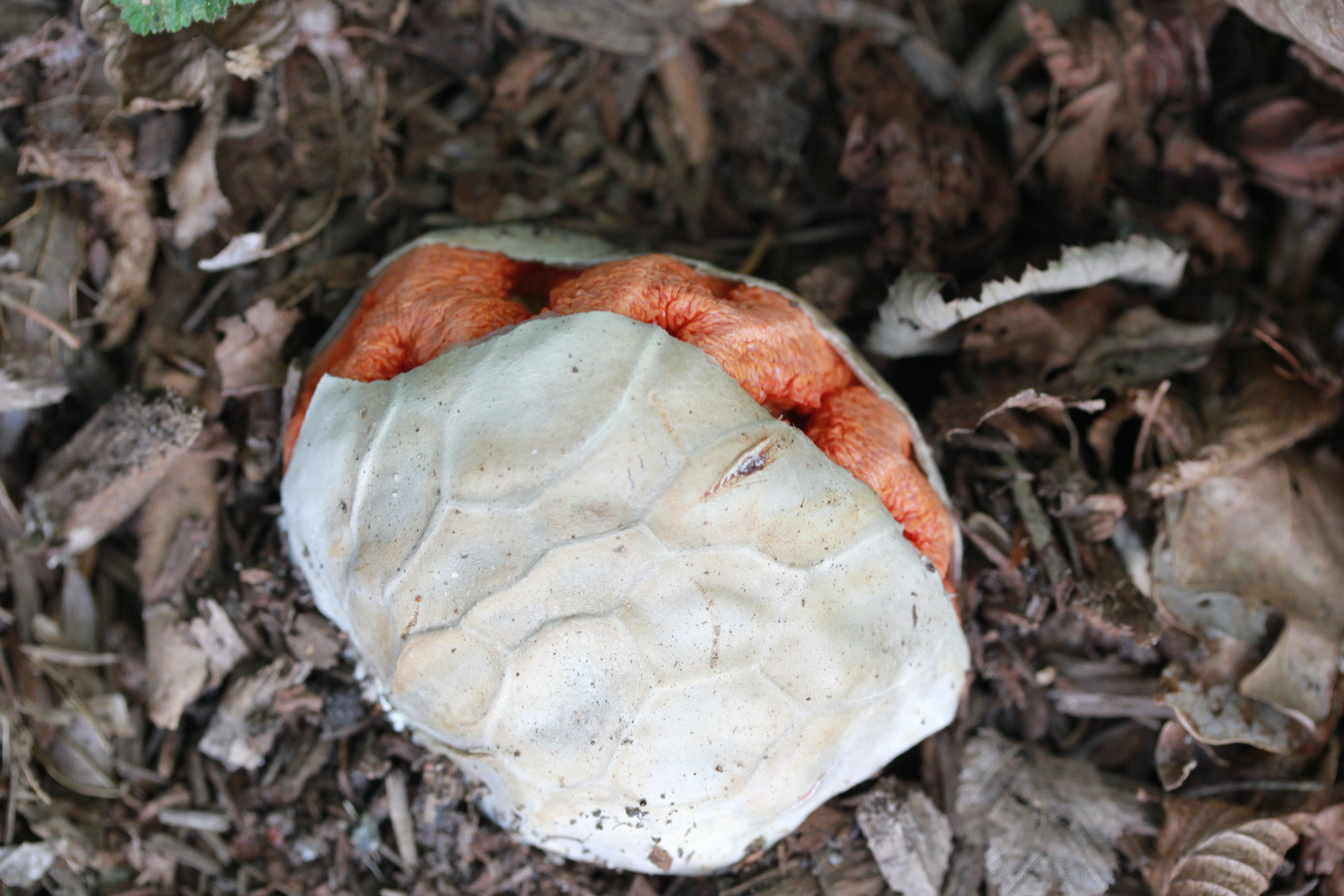
Clathre rouge en cours d’éclosion, premier stade. L’œuf se fend.
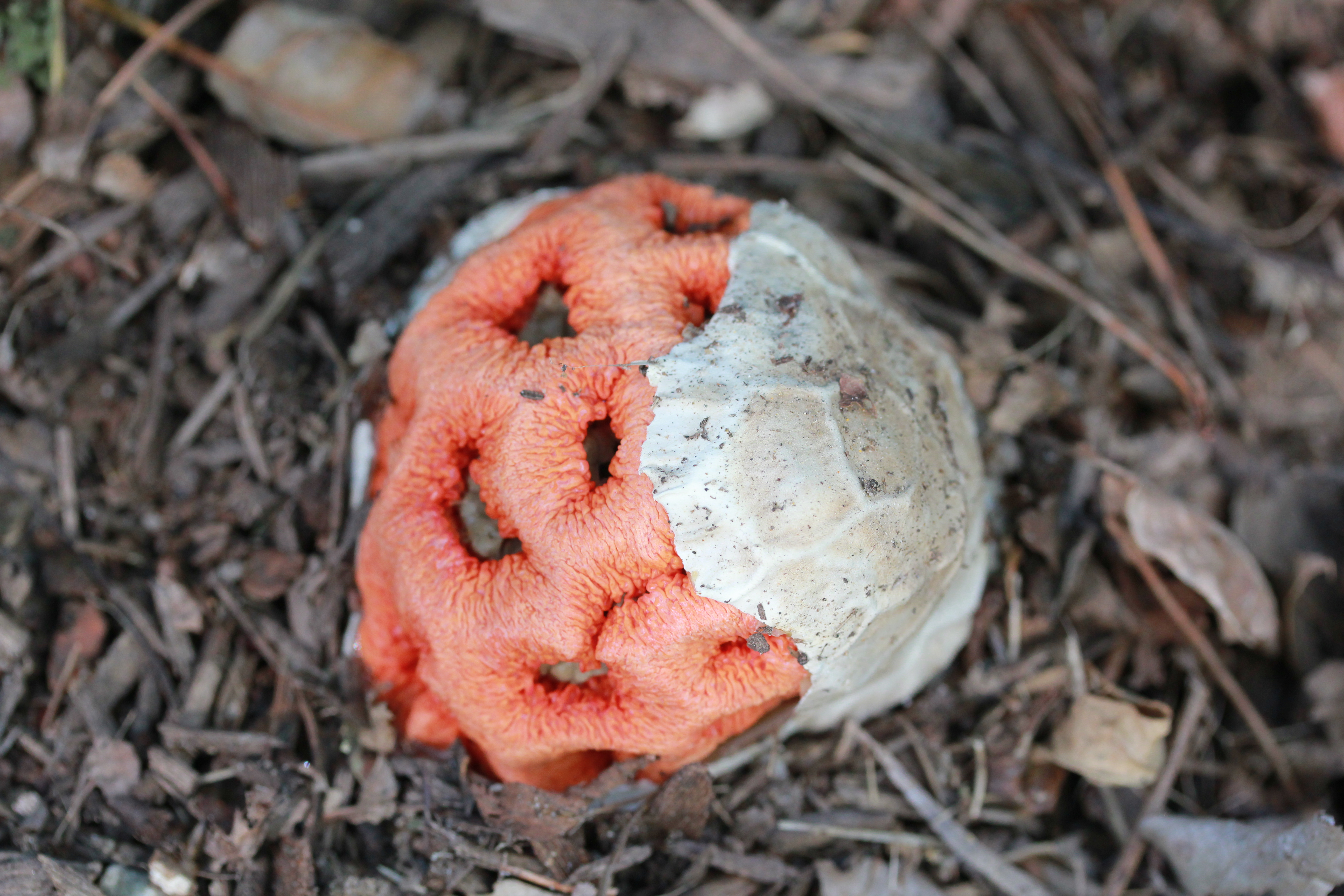
Clathre rouge en cours d’éclosion, seconde stade. La cage sort.
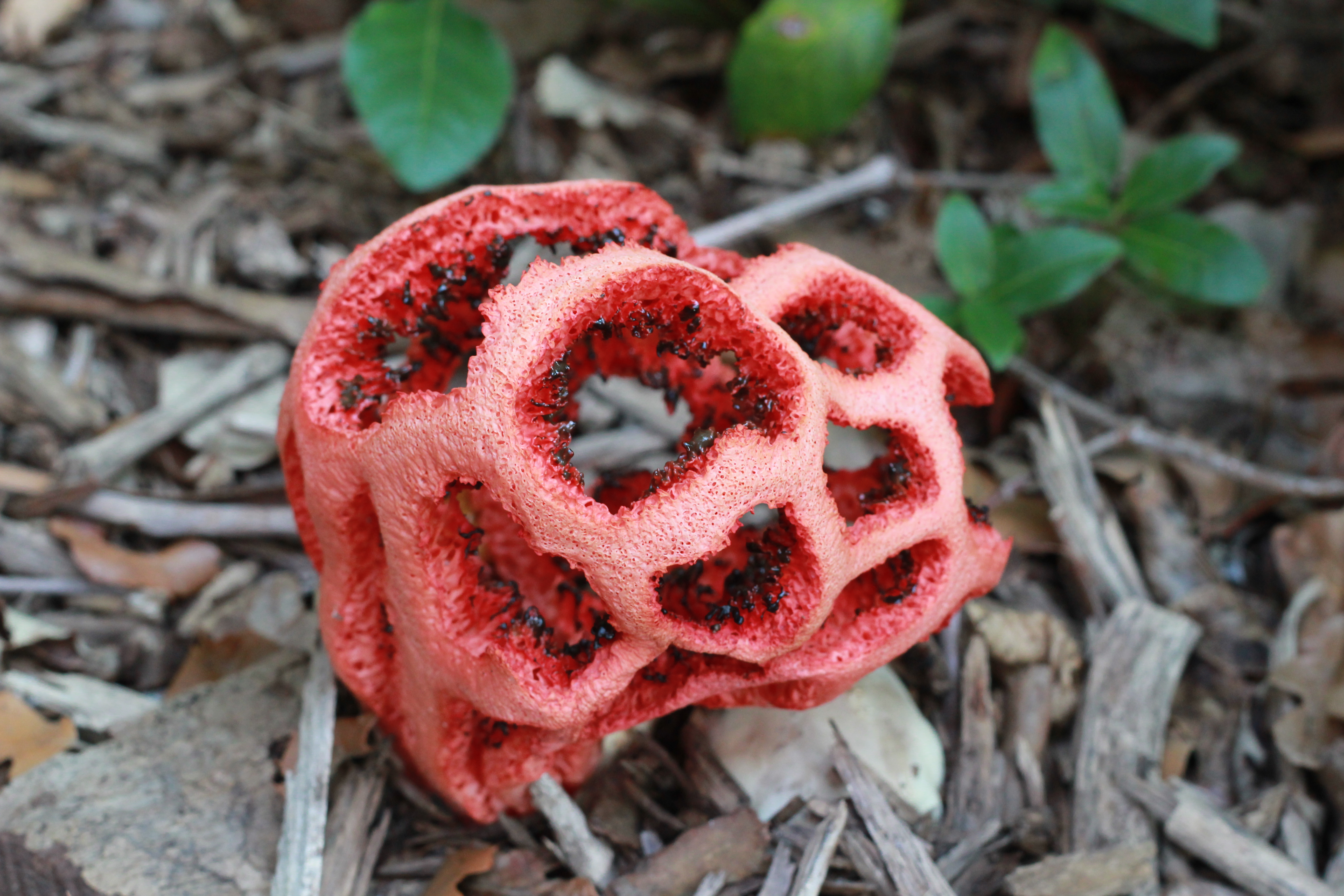
Clathre rouge complètement éclos.
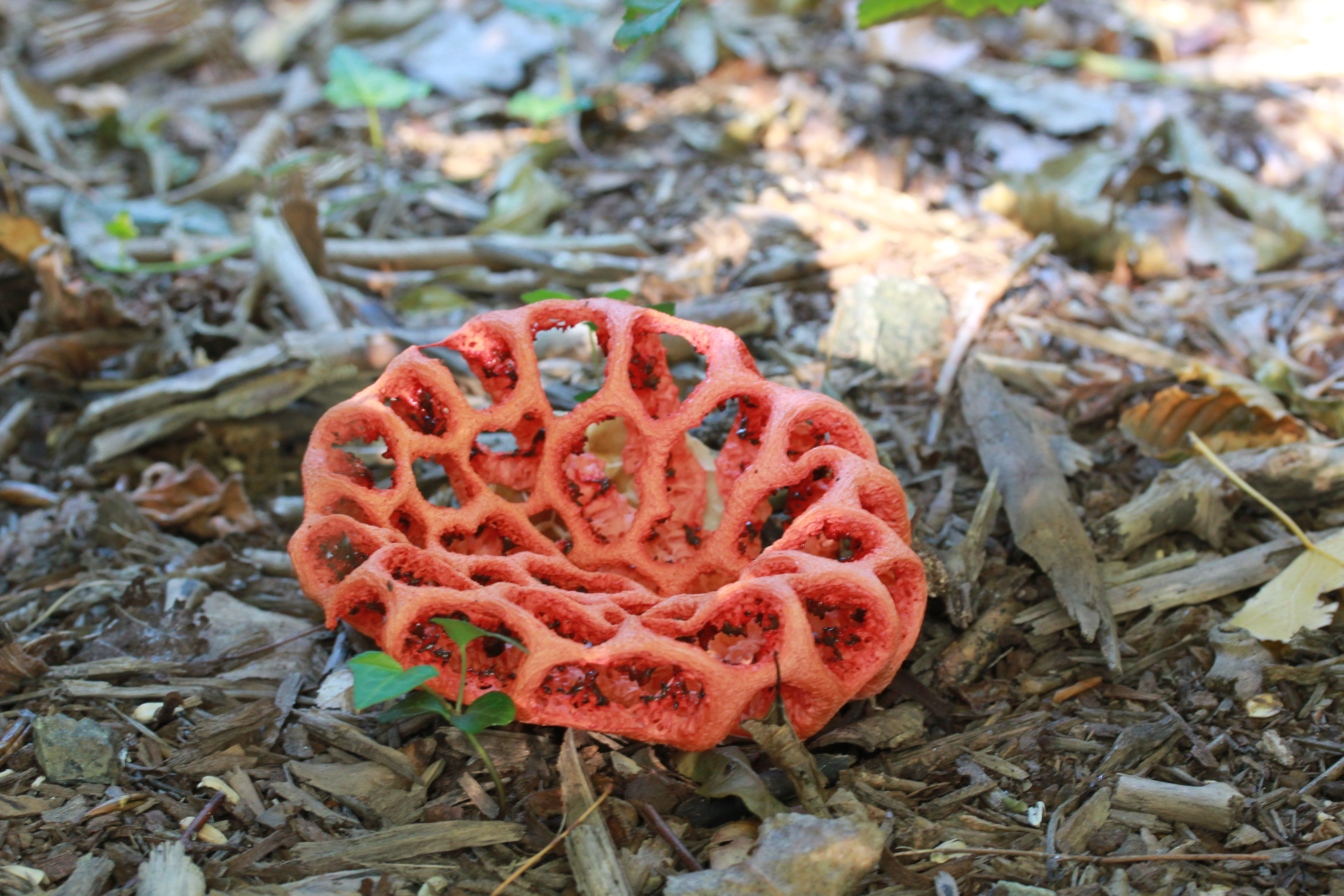
Clathre rouge après éclosion.

## Intérêt culinaire
Sa toxicité n'est pas démontrée. Selon André Marchand, l'œuf une fois débarrassé de sa partie gélatineuse, peut être consommé ; il présenterait une saveur et une odeur de radis.
Toutefois, et quoique « belle et singulière plante », son aspect en fait un champignon délaissé des ramasseurs de champignons.